# Пасинок (селище)
Па́синок (рос. Пасынок) — селище у складі Сосьвинського міського округу Свердловської області.
Населення — 159 осіб (2010, 289 у 2002).
Національний склад населення станом на 2002 рік: росіяни — 95 %.